# Cerotainiops abdominalis
Cerotainiops abdominalis är en tvåvingeart som först beskrevs av Brown 1897.  Cerotainiops abdominalis ingår i släktet Cerotainiops och familjen rovflugor. Inga underarter finns listade i Catalogue of Life.